# Marquesado del Carpio
El marquesado del Carpio es un título nobiliario español, de Castilla, que goza de grandeza de España desde 1640. Fue concedido el 20 de enero de 1559 por el rey Felipe II en favor de Diego López de Haro y Sotomayor, natural y veinticuatro de la ciudad de Córdoba, señor de las villas del Carpio y Morente en este reino y de las de Sorbas y Lubrín en el de Granada, quien siendo ya marqués se cruzó de santiaguista y fue jefe de las Caballerizas Reales de Córdoba. 
El rey Felipe IV concedió a esta casa la grandeza de España el 10 de mayo de 1640, en la persona de otro Diego López de Haro y Sotomayor, V marqués del Carpio y I conde de Morente.
La denominación de este marquesado alude a la villa y municipio andaluz de El Carpio, en el reino y actual provincia de Córdoba, que era de señorío del concesionario. Este título y señorío da nombre a la casa del Carpio.

## Lista de señores y marqueses del Carpio
|                                               | Titular                                                      | Periodo                                       |
| Señores del Carpio (por derecho de población) | Señores del Carpio (por derecho de población)                | Señores del Carpio (por derecho de población) |
| --------------------------------------------- | ------------------------------------------------------------ | --------------------------------------------- |
| I                                             | Garci Méndez de Sotomayor                                    | 1325-c.1335                                   |
| II                                            | Garci Méndez de Sotomayor                                    |                                               |
| III                                           | Gómez García de Sotomayor                                    | -a.1369                                       |
| IV                                            | Luis Méndez de Sotomayor                                     | a.1369-1395                                   |
| V                                             | Garci Madruga Méndez de Sotomayor                            | 1395-1439                                     |
| VI                                            | Luis Méndez de Sotomayor                                     | 1439-1486                                     |
| VII                                           | Beatriz de Sotomayor                                         | 1486-1528                                     |
| VIII                                          | Luis Méndez de Haro                                          | 1528-                                         |
| IX                                            | Diego López de Haro y Sotomayor (el I marqués)               | -1578                                         |
| Marqueses del Carpio (creación por Felipe II) |                                                              |                                               |
| I                                             | Diego López de Haro y Sotomayor                              | 1559-1578                                     |
| II                                            | María de Haro y Sotomayor                                    | 1578-1582                                     |
| III                                           | Diego López de Haro Sotomayor y Córdoba                      | 1582-1597                                     |
| IV                                            | Beatriz de Haro y Sotomayor                                  | 1597-1607                                     |
| V                                             | Diego López de Haro Sotomayor Guzmán y Sandoval              | 1607-1648                                     |
| VI                                            | Luis Méndez de Haro y Guzmán                                 | 1648-1661                                     |
| VII                                           | Gaspar de Haro y Guzmán                                      | 1661-1687                                     |
| VIII                                          | Catalina de Haro y Guzmán                                    | 1687-1733                                     |
| IX                                            | María Teresa Álvarez de Toledo y Haro                        | 1733-1755                                     |
| X                                             | Fernando de Silva y Álvarez de Toledo                        | 1755-1776                                     |
| XI                                            | María del Pilar Teresa Cayetana de Silva y Álvarez de Toledo | 1776-1802                                     |
| XII                                           | Carlos Miguel Fitz-James Stuart y Silva                      | 1802-1835                                     |
| XIII                                          | Jacobo Fitz-James Stuart y Ventimiglia                       | 1847-1881                                     |
| XIV                                           | Carlos María Fitz-James Stuart y Portocarrero                | 1882-1901                                     |
| XV                                            | Jacobo Fitz-James Stuart y Falcó                             | 1902-1953                                     |
| XVI                                           | Cayetana Fitz-James Stuart y Silva                           | 1955-2014                                     |
| XVII                                          | Carlos Fitz-James Stuart y Martínez de Irujo                 | 2015-hoy                                      |

## Historia genealógica

### Señores del Carpio
• Garci Méndez de Sotomayor, I señor del Carpio, que fundó el villazgo y señorío por carta puebla otorgada en el año 1325. Era hijo de Alonso García de Sotomayor y de Urraca Pérez, y nieto de otro Garci Méndez. Casó con Juana Sánchez de Jódar, señora del castillo del Carpio. Les sucedió su hijo

• Garci Méndez de Sotomayor, II señor del Carpio. Casó con Urraca Alfonso, hija de Alonso Fernández de Córdoba, adelantado de la Frontera. Sucedió su hijo

• Gómez García de Sotomayor (†a.1369), III señor del Carpio. Casó con Guiomar de Baeza y Haro, hija de los señores de la Guardia. Padres de:
1. Luis Méndez de Sotomayor, que sigue,
2. Fernán Méndez de Sotomayor, comendador de Galizuela en la Orden de Alcántara.

Antes de 1369 sucedió su hijo

• Luis Méndez de Sotomayor (m. 1395), IV señor del Carpio. Casó en Alcaraz con Catalina Sánchez de Villodre, hija de Garci Fernández de Villodre, señor de Pinilla y Monteagudo de las Salinas, y de su esposa Inés Manuel (n. 1356/c. 1365), hija de Juan Sánchez Manuel, I conde de Carrión, y de su esposa Juana de Jérica. Fueron padres de: 
1. Garci Méndez de Sotomayor, que sigue,
2. Gómez de Sotomayor,
3. María de Sotomayor,
4. Alfonso de Sotomayor,
5. y Guiomar de Sotomayor, casada con Pedro Carrillo.

En 1395 sucedió su hijo

• Garci Méndez de Sotomayor, llamado Garci Madruga (c. 1370-1439), V señor del Carpio y de Pinilla, veinticuatro de Córdoba. Fue destituido de este regimiento en 1402, a raíz de las revueltas que hubo en la ciudad pero volvió a ostentar la vara años más tarde. Dedicó su vida a combatir a los moros en la Frontera. En 1407 se señaló mucho en la acción de Teba, y años después tuvo la alcaidía de esta villa y castillo por merced del rey Juan II, que le demostraba gran aprecio y confianza en varias cartas que le dirigió. En 1434 le agradecía sus servicios en la toma de Huéscar, y al año siguiente le pedía que se uniese con su mesnada a una expedición que preparaba el maestre de Alcántara, Gutierre de Sotomayor, su deudo. Testó el 13 de noviembre de 1439. Casó el 13 de enero de 1391 con María Suárez de Figueroa, hija de Lorenzo Suárez de Figueroa, I señor de Feria y Monturque, maestre de la Orden de Santiago, y de su primera esposa Isabel Messía Carrillo. Procrearon a: 
1. Luis Méndez de Sotomayor, que sigue,
2. Gómez de Sotomayor, comendador de Caravaca en la Orden de Calatrava, que casó con Mencía de Gahete, con numerosa prole.
3. Lorenzo Méndez de Sotomayor, que casó con Mencía Fernández. Su hija Elvira Fernández de Sotomayor fue monja de Santa Marta.
4. Catalina de Sotomayor (m. 1443), primera esposa de Diego Fernández de Córdoba (m. 1443), IV alcaide de los Donceles, IX señor de Espejo, IV señor de Lucena y III señor de Chillón, con descendencia
5. Teresa de Sotomayor
6. y María de Sotomayor.

En 1439 sucedió su hijo

• Luis Méndez de Sotomayor (m. 1486), VI señor del Carpio, veinticuatro de Córdoba. Casó con Marina de Solier, hija de Martín Fernández de Córdoba, alcaide de los Donceles, señor de Lucena y Espejo, y de Beatriz de Solier, su segunda mujer. De este matrimonio nacieron:
1. Garci Méndez de Sotomayor, el primogénito, que murió sin prole en 1480, casado con María de Toledo.
2. María de Sotomayor, religiosa, fundadora del hospital del Cristo de Córdoba.
3. Beatriz de Sotomayor, que sigue,
4. Leonor de Sotomayor,

Además, el VI señor del Carpio tuvo un hijo natural llamado también
5. Garci Méndez de Sotomayor.

En 1486 sucedió su hija

• Beatriz de Sotomayor (m. 1528), VII señora del Carpio, Morente y Pinilla. Casó con Diego López de Haro (t.1523), señor de las villas de Sorbas y Lubrín en el reino de Granada y actual provincia de Almería y de la mitad del Villar del Saz de Don Guillén en tierras de Cuenca, capitán general de Galicia, consejero de los Reyes Católicos y su embajador cerca del Papa Alejandro VI. Este señor había heredado de su padre las villas castellanas del Busto y la Revilla, pero las trocó con el duque de Frías por las de Sorbas y Lubrín. Había estado antes casado con Leonor de Ayala, de los condes de Fuensalida, de quien tenía prole, y era hijo de Juan Alonso de Haro, señor del Busto y la Revilla, merino mayor de Asturias, y de Aldonza Carrillo de Mendoza, de los condes de Priego. Fueron padres de
1. Luis Méndez de Haro, que sigue,
2. Diego López de Haro y Sotomayor, caballero de Santiago, que casó con Antonia de Guevara y Guzmán, señora de la Higuera, hija de Fadrique de Guzmán y de Gregoria de Zayas, señores de la Higuera. Tuvieron por hijo a otro
Diego López de Haro Sotomayor y Guzmán (1531-1598), que en 1578 sucedió a su primo el I marqués del Carpio en el oficio de caballerizo de las Reales de Córdoba. Casó con María de Guzmán, hija de Luis Páez de Castillejo, señor de Villaharta, veinticuatro de Córdoba, y de María Manuel de Guzmán, su primera mujer, hija a su vez de Juan Manuel de Lando, señor de las Cuevas de Guarromán, veinticuatro de Córdoba, y de Juana de Guzmán y Luna. Con descendencia que volveremos a citar.
3. Y Garci Méndez de Haro.

En 1528 sucedió su hijo

• Luis Méndez de Haro, VIII señor del Carpio, Morente, Pinilla, Sorbas y Lubrín, veinticuatro de Córdoba. Casó dos veces: primera con Luisa Pacheco, de la que enviudó sin prole, hermana del I marqués de Priego e hija de Alonso Fernández de Córdoba, señor de Aguilar y Priego, y de Catalina Pacheco, su mujer, de los I marqueses de Villena. Y segunda vez casó con Beatriz Portocarrero (c.1490-1555), prima carnal de la anterior, hija de Pedro Portocarrero el Sordo (c.1450-1519), VIII señor de Moguer y VI de Villanueva del Fresno, del Consejo de los reyes Juana I y Carlos I, comendador mayor de Castilla y trece de la Orden de Santiago, y de Juana de Cárdenas, su mujer, II señora de la Puebla del Maestre. De la segunda tuvo por hijos a
1. Diego López de Haro y Sotomayor, que sigue, I marqués del Carpio.
2. Pedro Portocarrero, caballero de Calatrava, que tuvo dos hijos naturales:
  1. Francisco de Haro
  2. y Juliana Portocarrero.
3. Juan Pacheco, clérigo y oidor de Valladolid. Tuvo dos hijos ilegítimos:
  1. Fray Plácido Pacheco, monje benedictino y obispo de Plasencia,
  2. y Pedro Portocarrero de Haro, fiscal de la Inquisición en Granada.
4. García Méndez de Haro (m. 1599), obispo de Cádiz y de Málaga.
5. Luis Méndez de Haro (m. 1565), señor de las villas de Adamuz y Pero Abad, comendador de Alcañiz en la Orden de Calatrava, de quien se hablará más abajo como yerno de su hermano el marqués.
6. Fray Alonso de Haro, de la Orden Seráfica,
7. María de Haro, la Columna, monja en Santa Isabel de los Ángeles de Córdoba.
8. María Juana de Haro, monja dominica en el Convento de Jesús Crucificado de Córdoba, del que eran patronos sus padres.
9. Beatriz de Haro Portocarrero, que casó con Pedro Venegas, señor de Luque, y no tuvo sucesión.

### Marqueses del Carpio
El marquesado fue creado en 1559 en favor de

• Diego López de Haro y Sotomayor (1515-1578), VIII señor y I marqués del Carpio, señor de Morente, Sorbas y Lubrín, caballero de la Orden de Santiago. Falleció el 6 de junio de 1578. Casó hacia 1540 con María Ángela de Velasco y de la Cueva, dama de la Emperatriz, hija de Cristóbal de la Cueva y Velasco y de Leonor de Velasco y Carrillo de Córdoba, su mujer, III condesa de Siruela, y nieta de Beltrán de la Cueva, I duque de Alburquerque, el famoso valido de Enrique IV. Tuvieron por hijas a
1. Beatriz de Haro y Sotomayor (c.1540-a.1578), que fue inmediata sucesora de su padre pero le premurió. Para mantener la casa en la misma varonía y evitar pleitos sucesorios, fue casada con Luis Méndez de Haro, su tío carnal (†1565), señor de las villas de Adamuz y Pero Abad, comendador de Alcañiz en la Orden de Calatrava, gentilhombre de la Cámara de Felipe II, a quien acompañó en sus viajes a Flandes. Arriba filiado como hijo del VIII señor del Carpio. Procrearon dos hijas:
  1. María de Haro y Sotomayor (c.1560-1582), que sigue,
  2. y Beatriz de Haro y Sotomayor (n.c.1570), que seguirá como IV marquesa.
2. Y María de Velasco, que casó con Gómez de Haro y Sotomayor, su deudo, vecino de la ciudad de Úbeda, descendiente de Garci Méndez de Sotomayor.

Además, el I marqués del Carpio tuvo dos hijos naturales:
3. Luis Méndez de Haro, que murió mozo estudiante,
4. y Felipe de Haro, canónigo de la catedral de Málaga, del Consejo de S.M. en el de Italia y comisario de la Santa Cruzada.

En 1578 sucedió su nieta

• María de Haro y Sotomayor (c.1565-1582), II marquesa del Carpio, que murió de sobreparto el 22 de octubre de 1582. Casó en 1580 con Francisco Pacheco de Córdoba (†1593), señor de Armuña, quien tras enviudar de ella contrajo segundas nupcias. Hijo de Diego de Córdoba y Sotomayor, señor de Armuña, y de N. Lasso de Castilla.

En 1582 sucedió su hijo

• Diego López de Haro Sotomayor y Córdoba (1582-1597), III marqués del Carpio. Poseyó la casa desde su nacimiento, por haber muerto su madre al darle a luz, y falleció el 22 de octubre de 1597. Siendo aún de corta edad, fue casado «de palabra» con Juana Lorenza Gómez de Sandoval y de la Cerda (n.1579), viuda con prole del VIII duque de Medina Sidonia e hija de Francisco Gómez de Sandoval y Rojas, marqués de Denia y después I duque de Lerma, el poderoso valido de Felipe III, y de Catalina de la Cerda, su mujer, de los duques de Medinaceli. El matrimonio no se llegó a consumar porque Diego murió en 1597 de edad de quince años. 

En 1597 sucedió su tía

• Beatriz de Haro y Sotomayor (c.1570-1607), IV marquesa del Carpio, señora de Morente, Pinilla, Sorbas, Lubrín, Adamuz, Pero Abad y otros estados.

Casó con Luis Méndez de Haro y Sotomayor, su tío 3.º, caballero de Calatrava, comendador de Alcañiz, asistente de Sevilla y capitán general de este reino, alcaide de Mojácar, natural y veinticuatro de Córdoba, que fue caballerizo de las Reales de Córdoba y en 1625 obtuvo la perpetuación de este oficio por merced de Felipe IV. El marqués falleció el 24 de septiembre de 1614 bajo testamento del mismo año en el que encomendaba la protección de sus hijos al duque de Lerma, que había sido también su valedor. Era hijo de Diego López de Haro Sotomayor y Guzmán, también caballerizo real (arriba filiado como nieto de la VII señora del Carpio) y de María de Guzmán, su mujer; nieto de otro Diego López de Haro y Sotomayor, caballero de Santiago, y de Antonia de Guevara y Guzmán, señora de la Higuera, y materno de Luis Páez de Castillejo, señor de Villaharta, veinticuatro de Córdoba, y de María Manuel de Guzmán, su primera mujer, de los señores de las Cuevas de Guarromán. Procrearon al menos cuatro varones y una hembra:
1. Diego López de Haro y Sotomayor, que sigue.
2. García de Haro y Avellaneda (c.1588-1570), obrero de la Orden de Calatrava (1622, exp. 1197), colegial del Mayor de Cuenca en Salamanca, oidor de Valladolid, virrey de Nápoles, ministro de los Consejos de Órdenes e Indias y presidente de los de Hacienda y Castilla. Casó con María de Avellaneda Delgadillo, II condesa de Castrillo, señora de Valverde, Alcoba, Alcubilla y Sotomayor, hija de Juan de Avellaneda Delgadillo y de Inés Portocarrero, su mujer, de los I marqueses de Alcalá de la Alameda. Tuvieron por hijos a
  1. Gaspar de Avellaneda y Haro (c.1620-1655), primogénito, que fue dos veces casado: con María de Toledo Enríquez y Velasco, de los duques de Alba, y con Leonor de Moscoso, de los marqueses de Almazán, y murió sin prole en vida de su madre combatiendo al servicio de S.M. En atención a sus méritos, el rey Carlos II otorgó en 1692 la grandeza de España a la casa de Castrillo en cabeza de su sobrino el V conde, hijo de su hermana Juana.
  2. Beatriz de Haro, dama de la reina Isabel de Borbón, que fue la segunda mujer de Juan Luis Fernández Manrique de Lara, conde de Castañeda y VI marqués de Aguilar de Campoo, canciller mayor de Castilla, hijo de Bernardo Fernández Manrique, anterior conde y marqués, y de Ana de la Cerda y Aragón, su mujer, de los duques de Medinaceli. Con prole extinta.
  3. Inés Portocarrero, que casó con Alonso Melchor Téllez Girón, hijo primogénito de Juan Pacheco, a quien premurió, II conde de la Puebla de Montalbán, y de Isabel de Mendoza y Aragón, su mujer. Inés murió pronto sin prole, y su viudo casó dos veces más: con Victoria Doria, de los príncipes de Melfi, y con Juana de Velasco y Tovar, de los duques de Frías, y de esta última tuvo descendencia varonil en que siguió la casa de la Puebla de Montalbán, a la que por ulteriores entronques se agregaron las ducales de Uceda y Frías.
  4. Y Juana de Avellaneda y Haro, III condesa de Castrillo, que casó con Juan Manuel de Mauleón y Navarra, su primo, VII marqués de Cortes, XII vizconde de Muruzábal, hijo de Miguel de Navarra y Mauleón, VI marqués de Cortes, VIII vizconde de Muruzábal, y de Juana de Avellaneda, de los condes de Castrillo. Con posteridad en que siguió la casa condal de Castrillo, recayendo en la de Sumacárcer, a la que se agregó la de Orgaz.
3. Pedro de Haro y
4. Baltasar de Haro, caballero de Alcántara (1624, exp. 704), que no dejaron sucesión.
5. Y Beatriz de Haro, que fue la primera mujer de Pedro Velázquez Dávila y Bracamonte, II marqués de Loriana, caballero de Calatrava, que fue hermano y sucesor de Juan de los mismos apellidos, II conde de Uceda y I marqués de Loriana, caballero de Santiago, e hijo de Diego Dávila y Bracamonte, I conde de Uceda (título después convertido en el de marqués de Loriana), caballero de Alcántara, mayordomo mayor de la reina, IV señor de Loriana, y de Leonor de Guzmán y Ribera, su mujer, de los condes de Olivares. Beatriz murió prematuramente y sin prole y su marido casó dos veces más: con Luisa de Cabrera y Bobadilla, de los condes de Chinchón, y con Ana María de Guillamas, y tuvo descendencia de la última, en que siguió su casa.

En 1607 sucedió su hijo

• Diego López de Haro Sotomayor Guzmán y Sandoval, V marqués del Carpio, I conde de Morente, concesionario de la grandeza de España (1640). Sucedió a su padre en el oficio perpetuo de caballerizo de las Reales de Córdoba y fue además caballerizo mayor del rey Felipe IV desde 1643 hasta su fallecimiento, ocurrido el 24 de agosto de 1648.

Casó con Francisca de Guzmán, que era hermana del todopoderoso valido Gaspar de Guzmán, I conde-duque de Olivares, e inmediata sucesora en su casa desde 1626; hija de Enrique de Guzmán, II conde de Olivares, tesorero mayor de Castilla, alcaide del Alcázar de Sevilla, embajador en París y Roma, virrey de Sicilia y de Nápoles, y de María Pimentel de Fonseca, su mujer, de los condes de Monterrey; nieta de Pedro Pérez de Guzmán y Zúñiga, I conde de Olivares, y de Francisca de Ribera Niño, y biznieta de Juan Alonso Pérez de Guzmán, III duque de Medina Sidonia, V conde de Niebla, etc., y de Leonor de Zúñiga, su segunda mujer, de los condes de Ayamonte.

En 1648 sucedió su hijo

• Luis Méndez de Haro y Guzmán, I duque de Montoro y II conde-duque de Olivares, VI marqués del Carpio y II de Eliche, II conde de Morente, tres veces grande de España, caballerizo de las Reales de Córdoba y alcaide del Alcázar Real de esta ciudad, ambos oficios perpetuos, gentilhombre de la cámara de Felipe IV y su montero mayor y caballerizo mayor. En 1648 sucedió a su padre también en este oficio palatino y lo desempeñó hasta el fin de sus días. Natural de Valladolid, fue bautizado en San Lorenzo el 15 de marzo de 1603 y falleció en Madrid el 16 de noviembre de 1661.

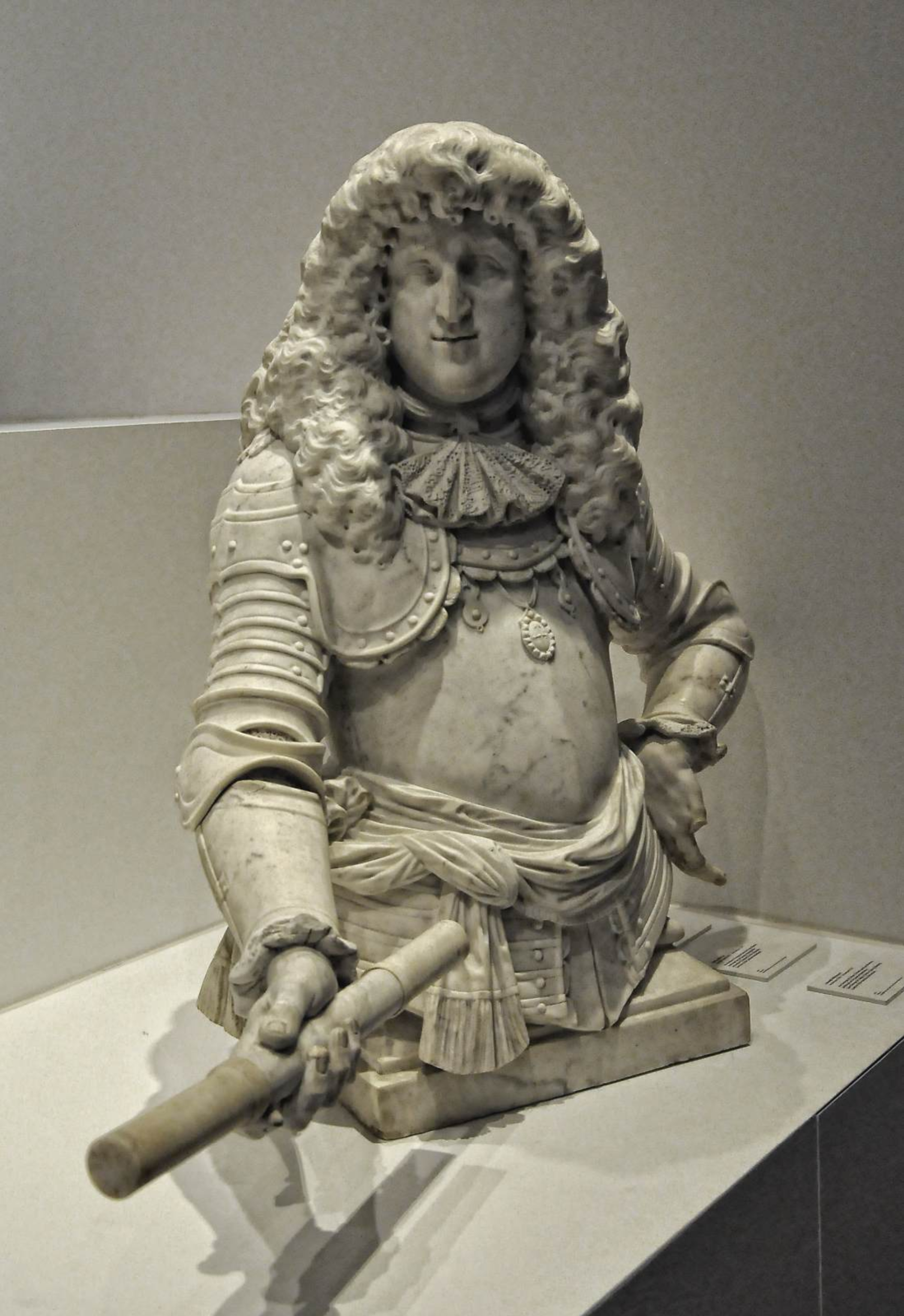
Juan Domingo Méndez de Haro y Sotomayor, conde de Monterrey, (1640-1716) gobernador de Flandes, virrey de Cataluña, trece de la Orden de Santiago y comendador mayor de Castilla, hijo de los VI marqueses del Carpio. Escultura de Lodewijk Willemsens. Museum aan de Stroom (Amberes, Bélgica).

Casó en Barcelona el 26 de abril de 1625 con Catalina de Aragón y Córdoba, nacida el 26 de abril de 1610 y finada el 19 de noviembre de 1647, hija de Enrique de Aragón Folc de Cardona y Córdoba, V duque de Segorbe y VI de Cardona, XXXVI conde de Ampurias y XI de Prades, IV marqués de Comares y VI de Pallarés, vizconde de Villamur y barón de Entenza, y de Catalina de Córdoba, su segunda mujer, de los marqueses de Priego. Tuvieron seis hijos:
1. Gaspar de Haro y Guzmán, que sigue,
2. Juan Domingo Méndez de Haro y Sotomayor, apellidado también de Zúñiga y Fonseca (1640-1716), menino del rey Felipe IV y su gentilhombre de cámara, gobernador de los estados de Flandes, virrey de Cataluña, caballero y trece de la Orden de Santiago y comendador mayor de Castilla. Casó en 1657 con Inés Francisca de Zúñiga y Fonseca, VIII condesa de Monterrey, IV de Ayala y IV de Fuentes de Valdepero, II marquesa de Tarazona, grande de España, fallecida el 10 de mayo de 1710. Era hermana y sucesora de Isabel de Acevedo Zúñiga y Guzmán, la anterior condesa, e hija de Baltasar de Zúñiga y Velasco, comendador mayor de León en la Orden de Santiago, presidente del Consejo de Italia, embajador del rey Felipe III en varias cortes, y de Otilia de Clärhout y de Hones, su mujer, baronesa de Maldeghem en Flandes, y nieta de Jerónimo de Zúñiga Acevedo y Fonseca, IV conde de Monterrey, y de Inés de Velasco y Tovar, de los marqueses de Berlanga. Juan Domingo e Inés no tuvieron descendencia, y en la casa de Monterrey sucedió su sobrina común María Teresa Álvarez de Toledo y Haro, XI duquesa de Alba, de quien trataremos más abajo, pues fue también IX marquesa del Carpio.
3. Francisco de Haro.
4. Antonia de Haro, mujer de Gaspar Juan Pérez de Guzmán, X duque de Medina Sidonia, XV conde de Niebla, VII marqués de Cazaza, grande de España, comendador de Guadalcanal en la Orden de Santiago, que falleció sin sucesión el 8 de febrero de 1667.
5. Manuela de Haro y Guzmán, casada con Gaspar Vigil de Quiñones Alonso Pimentel y Benavides, X conde de Luna y XII de Mayorga, IV marqués de Jabalquinto y III de Villarreal de Purullena, hijo de Antonio Alonso Pimentel de Quiñones, XI conde y VIII duque de Benavente, IX conde de Luna y XI de Mayorga, y de Isabel Francisca de Benavides y de la Cueva, su primera mujer, III marquesa de Jabalquinto. Sin sucesión.
6. María de Haro y Guzmán (c. 4 de octubre de 1644-c. 10 de febrero de 1693). Casó el 15 de agosto de 1666 con Gregorio de Silva y Mendoza, V duque de Pastrana, IX del Infantado, VII de Lerma, V de Estremera, VI de Francavilla y V de Cea, marqués de Santillana, de Argüeso, de Campoo y de Algecilla, conde de Saldaña y del Real de Manzanares, príncipe de Éboli y de Mélito, que nació en Pastrana el 24 de abril de 1649 y murió en Madrid el 1 de septiembre de 1693. Con posteridad.

 

En 1661 sucedió su hijo

• Gaspar de Haro y Guzmán (1629-1687), VI conde y IV duque de Olivares, II duque de Montoro, VII marqués del Carpio y III de Eliche, III conde de Morente, grande de España, virrey de Nápoles. Fallecido el 16 de noviembre de 1687.

En 1687 sucedió su hija

• Catalina de Haro y Guzmán, VIII marquesa del Carpio. Fallecida en 1733.

En 1733 sucedió su hija

• María Teresa Álvarez de Toledo Haro y Guzmán (1691–1755), XI duquesa de Alba, IX marquesa del Carpio, IX condesa de Monterrey. Nació el 18 de septiembre de 1691 y finó el 15 de enero de 1755.

En 1755 sucedió su hijo

• Fernando de Silva y Álvarez de Toledo, XII duque de Alba, X marqués del Carpio, decano del Consejo de Estado, general, diplomático, caballero de la Orden del Toisón de Oro, que nació en Viena el 27 de octubre de 1714 y falleció en Madrid el 15 de noviembre de 1776.

En 1776 sucedió su nieta

• María del Pilar Teresa Cayetana de Silva y Álvarez de Toledo, XIII duquesa de Alba, XI marquesa del Carpio. Fallecida en 23 de julio de 1802.

En 1802 sucedió su sobrino

• Carlos Miguel Fitz-James Stuart y Silva, XIV duque de Alba de Tormes, VII de Berwick, VII de Liria y Jérica, XII marqués del Carpio.

Por Real Carta del 21 de noviembre de 1847, sucedió su hijo

• Jacobo Fitz-James Stuart y Ventimiglia, XV duque de Alba, VIII de Berwick, XIII marqués del Carpio.

Por Real Carta del 26 de abril de 1882, sucedió su hijo

• Carlos María Fitz-James Stuart y Portocarrero, XVI duque de Alba, XIV marqués del Carpio.

Por Real Carta del 9 de septiembre de 1902, sucedió su hijo

• Jacobo Fitz-James Stuart y Falcó, XVII duque de Alba, XV marqués del Carpio.

Por Carta del 18 de febrero de 1955, sucedió su hija

• María del Rosario Cayetana Fitz-James Stuart y Silva, XVIII duquesa de Alba, XVI marquesa del Carpio. 

Por Real Carta del 10 de julio de 2015, sucedió su hijo

• Carlos Fitz-James Stuart y Martínez de Irujo, duque de Alba, XVII y actual marqués del Carpio.